# Likar
Likar [líkar] je priimek v Sloveniji, ki ga je po podatkih Statističnega urada Republike Slovenije na dan 1. januarja 2024 uporabljalo 1171 oseb, na dan 1. januarja 2010 pa 1.256 oseb in je med 127. najpogostejši priimek v Sloveniji. Največ ljudi s tem priimkom, 498, živi v Goriški statistični regiji, kjer je priimek po pogostnosti uvrščen na skupno 9. mesto.

## Znani nosilci priimka
- Andrej Likar (1826—1865), duhovnik in nabožni pisatelj
- Andrej Likar (* 1948), jedrski fizik, univ. profesor
- Andreja Likar Kofol, arhitektka, unikatna oblikovalka
- Arni Likar Cindrič (* 1998?), kantavtor, pevec, kitatist, aranžer
- Boleslav Likar (1895—1967), strojnik, univ. profesor
- Borut Likar (*1955), obramboslovec, politik
- Borut Likar (1962—2023), inovator, podjetnik, profesor
- Boštjan Likar (* 1971), elektrotehnik, univ. prof.
- Branko Likar (1965—2005), duhovnik, minorit
- Darinka Likar (r. Stegovec) (1923—2014), bibliotekarka NUK
- Darko Likar (1952—2017), arhitekt, urbanist
- Darko (Dare) Likar (* 1965), pisatelj, glasbenik (kitarist, pevec - kantavtor?)
- Eli (Rafalea) Likar (1926—1977), arhitektka in scenografka
- Elizabeta Likar (1928—2015), misijonarka v Egiptu
- Franc Likar - Rafl (1923—?), partizan
- Franc Likar (* 1962), duhovnik, župnik in dekan v Ajdovščini
- Franjo (Koloman) Likar (1928—2023), kipar?/hrvaško-bosanskohercegovski slikar
- Hinko Likar (1860—1925), učitelj, čebelar in strokovni pisec
- Igor Likar, direktor Inštituta za kakovost in meroslovje (SIQ)
- Igor Likar (* 1953), radijski režiser, lutkar, dramaturg, pesnik, pisatelj, dramatik, esejist, kritik
- Ivan Likar (1946—2006), rimskokatoliški duhovnik, liturgik
- Ivan Likar - Goljan (1914—?), kmet, partizan, politični komisar
- Ivan Likar - Sočan (1921—1991), rudar, partizan in narodni heroj
- Iztok Likar, častnik in veteran vojne za Slovenijo
- Jakob Likar (* 1952), montanist, geotehnolog, prof.
- Josip Likar (1858—1932), gozdarski strokovnjak
- Jože Likar (1895—1986), gospodarstvenik, vinar, enolog in publicist
- Lea Likar, pevka
- Martin Likar (1888—1971), rudar in kulturni delavec samorastnik
- Matevž Likar, biolog, botanik?
- Miha Likar (1923—2010), medicinec in mikrobiolog, virolog in imunolog, univ. profesor, publicist
- Mirana Likar Bajželj (* 1961), pisateljica, prevajalka
- Nea Likar (* 1990), ilustratorka, grafična oblikovalka, umetnica ličenja
- Otto Likar (1915—2005), strojnik v Nemčiji, mecen
- Peter Likar (1932—2022), novinar, publicist o znanosti in okolju
- Rudi Likar, faleristik
- Tamara Likar (1959—1982), alpinistka
- Tatjana Likar, knjižničarka
- Vladka Likar Kobal (1936—2018), fotografinja
- Vojislav (Vojo) Likar (* 1946), filozof, založnik (ZRC)
- Zdravko Likar, pobudnik čezmejnega sodelovanja z Benečijo